# 一般突撃章

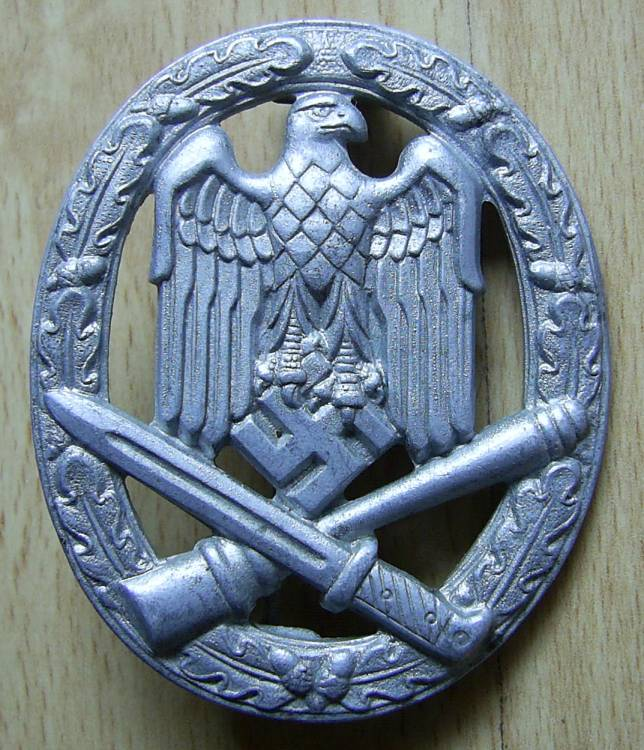

一般突撃章（allgemeine Sturmabzeichen）は、ナチス・ドイツ時代に制定されたドイツ陸軍の戦功徽章。歩兵と戦車兵を除く者で敵へ突撃をした者に授与され、陸軍の外国人将兵・補助員や同盟国の軍人も授与の対象となった。（歩兵の場合は歩兵突撃章が授与され、戦車兵の場合は戦車突撃章が授与されていた。）
一般突撃章は1940年7月1日に制定された。歩兵と戦車兵にしかなかった突撃章がそれ以外の者にも拡張される形で制定された。受章の基準は歩兵突撃章や戦車突撃章にほぼ同様である。
- 異なる日に、計3回の突撃に参加したこと
- 第一線において、自ら武器を手にして敵陣に突入したこと。

反撃へ参加したり、交戦中にパトロールをすることなども突撃に数えられた。佩用する場所は上衣の左胸。
鉤十字に乗った鷲の前に銃剣と柄付手榴弾が交差し、その周りは柏葉が取り囲んでいるデザインである。本章は銀章のみが存在したが、受章者が多数にのぼったため、突撃回数を示す等級表示が1943年6月22日付けで追加制定された。これ以降は等級表示なし (従来と同じ)・25回・50回・75回・100回の5段階となった。